# Carolina Visca
Carolina Visca (* 31. Mai 2000 in Rom) ist eine italienische Leichtathletin, die sich auf den Speerwurf spezialisiert hat.

## Sportliche Laufbahn
Erste internationale Erfahrungen sammelte Carolina Visca bei den 2016 erstmals ausgetragenen Jugendeuropameisterschaften in Tiflis, bei denen sie mit neuer Bestleistung von 59,10 m die Silbermedaille gewann. Ein Jahr später gewann sie bei den U20-Europameisterschaften in Grosseto ebenfalls die Silbermedaille mit 53,65 m. 2018 nahm sie an den U20-Weltmeisterschaften in Tampere teil und belegte dort mit 53,84 m den vierten Platz. Zuvor sicherte sie sich bei den U23-Mittelmeermeisterschaften in Jesolo mit 52,25 m die Silbermedaille hinter der Türkin Eda Tuğsuz. Im Jahr darauf siegte sie bei den U20-Europameisterschaften in Borås mit 56,48 m und 2021 schied sie bei den U23-Europameisterschaften in Tallinn mit 49,95 m in der Vorrunde aus. Im Jahr darauf startete sie bei den Mittelmeerspielen in Oran und belegte dort mit 52,18 m den sechsten Platz.
In den Jahren 2019 und 2020 wurde Visca italienische Meisterin im Speerwurf.